# Vietnamees Vaderlandsfront
Het Vietnamese Vaderlandsfront is de koepelorganisatie van alle Vietnamese verenigingen die groot voorstander zijn van de huidige Vietnamese overheid. Zij werd in 1977 opgericht en het hoofdkwartier ligt in Hanoi. De organisatie heeft nauwe banden met de overheid en de Communistische Partij van Vietnam.
De organisatie heeft invloed op de attitude van de overheid tegenover religie. Hierdoor worden alleen bepaalde religieuze instanties, zoals Giáo hội Phật giáo Việt Nam, door de overheid officieel erkend.